# Associazione Sportiva Melfi 2009-2010
Questa pagina raccoglie le informazioni riguardanti l'Associazione Sportiva Melfi nelle competizioni ufficiali della stagione 2009-2010.

## Rosa
| N. |                      | Ruolo | Calciatore        |  |
| -- | -------------------- | ----- | ----------------- |  |
|    | Malta (bandiera)     | D     | Andrei Agius      |  |
|    | Argentina (bandiera) | A     | Luis Arcamone     |  |
|    | Italia (bandiera)    | D     | Giuseppe Arvia    |  |
|    | Italia (bandiera)    | D     | Fabio Bizzarri    |  |
|    | Italia (bandiera)    | D     | Nicola Bulla      |  |
|    | Italia (bandiera)    | P     | Gianni Careri     |  |
|    | Italia (bandiera)    | A     | Roberto Chiaria   |  |
|    | Italia (bandiera)    | C     | Giovanni D'Andria |  |
|    | Italia (bandiera)    | C     | Fedele Del Fonso  |  |
|    | Italia (bandiera)    | C     | Vito Dentamaro    |  |
|    | Francia (bandiera)   | C     | Dahane El Harchi  |  |
|    | Italia (bandiera)    | D     | Emanuele Gabrieli |  |
|    | Italia (bandiera)    | A     | Matteo Guazzo     |  |
|    | Italia (bandiera)    | A     | Antonio La Porta  |  |

| N. |                   | Ruolo | Calciatore         |
| -- | ----------------- | ----- | ------------------ |
|    | Italia (bandiera) | C     | Andrea Loiacono    |
|    | Italia (bandiera) | C     | Fabio Mangiacasale |
|    | Italia (bandiera) | P     | Marco Manis        |
|    | Italia (bandiera) | D     | Daniele Marino     |
|    | Italia (bandiera) | C     | Damiano Mitra      |
|    | Italia (bandiera) | D     | Pasquale Naglieri  |
|    | Italia (bandiera) | A     | Saverio Pellecchia |
|    | Italia (bandiera) | C     | Luca Rogato        |
|    | Italia (bandiera) | D     | Pietro Sicignano   |
|    | Italia (bandiera) | A     | Giovanni Torre     |
|    | Italia (bandiera) | C     | Domenico Tursi     |
|    | Italia (bandiera) | C     | Antonio Vanacore   |
|    | Italia (bandiera) | D     | Fabio Vignati      |
|    | Italia (bandiera) | C     | Luigi Viola        |